# Ursula Vernon
Ursula Vernon, nota anche con lo pseudonimo di T. Kingfisher (28 maggio 1977), è una scrittrice e fumettista statunitense.
Vincitrice del premio Hugo, è autrice delle serie Dragonbreath e Principessa Criceta, quest'ultima pubblicata in Italia dall'Editrice Il Castoro.
Il suo pseudonimo è un omaggio alla scrittrice Ursula K. LeGuin e serve per differenziare le sue opere per adulti dalla letteratura per ragazzi.